# Aphyosemion mimbon
Aphyosemion mimbon är en fiskart som beskrevs av Huber, 1977. Aphyosemion mimbon ingår i släktet Aphyosemion och familjen Nothobranchiidae. IUCN kategoriserar arten globalt som livskraftig. Inga underarter finns listade i Catalogue of Life.